# Kuramagomed Scharipowitsch Kuramagomedow
Kuramagomed Scharipowitsch Kuramagomedow (russisch Курамагомед Шарипович Курамагомедов, awarisch КъурамухӀамад Шарипил КъурамухӀамадов; * 21. März 1978 in Machatschkala, Dagestanische ASSR) ist ein dagestanischer Ringer. Er war Weltmeister 1997 sowie Europameister 1999, 2002, 2005, 2006 und 2007 im Freistil-Superschwergewicht.
In Russland hat er mit Biljal Machow, dem Weltmeister von 2007, einen seiner schärfsten Konkurrenten.

## Erfolge
In den Jahren 1995 und 1996 wurde Kuramagomedow zweimal Junioren-Europameister und einmal Junioren-Weltmeister.
- 1996, 1. Platz, World Cup in Teheran, FS, bis 90 kg, vor Abdul Karegar, Iran

- 1997, 1. Platz, WM Krasnojarsk, FS, bis 97 kg, nach Siegen über Bajanmönchiin Gantogtoch, Mongolei, Kim Tae-Ho, Südkorea, Arawat Sabejew, Deutschland, Sergej Pryadun, Ukraine und Ahmet Doğu, Türkei

- 1998, 2. Platz, World Cup in Stillwater, FS, bis 97 kg, nach Siegen über Wilfredo Morales Suarez, Kuba, Hiroshi Kosuge, Japan und J. J. McGrew, USA und einer Niederlage gegen Abbas Jadidi, Iran

- 1998, 3. Platz, WM in Teheran, FS, bis 97 kg, nach Siegen über Dolgorsürengiin Sumjaabadsar, Mongolei, Kasif Sakiroğlu, Türkei, Heiko Balz, Deutschland, Islam Bairamukow, Kasachstan, Eldari Luka Kurtanidse, Georgien und Wadym Tassoew, Ukraine und einer Niederlage gegen Abbas Jadidi

- 1999, 1. Platz, EM in Minsk, FS, bis 97 kg, nach Siegen über Aftandil Xanthopoulos, Griechenland, Dan Karabín, Tschechien, Eldari Luka Kurtanidse und Wadym Tassoew

- 2000, 2. Platz, World Cup in Fairfax, FS, bis 97 kg, hinter Alireza Heidari, Iran

- 2002, 1. Platz, EM in Baku, FS, bis 96 kg, nach Siegen über Isaac Mpia Endjam, Frankreich, Aljaksandr Schamarau, Belarus, Johannes Roussow, Großbritannien, Fatih Çakıroğlu, Türkei und Eldari Luka Kurtanidse

- 2003, 2. Platz, World Cup in Boise, FS, bis 120 kg, hinter Sven Thiele, Deutschland

- 2003, 17. Platz, WM in New York, FS, bis 120 kg, nach einem Sieg über Boschidar Bojadschiew, Bulgarien und einer Niederlage gegen Artur Taymazov, Usbekistan

- 2004, 2. Platz, EM in Ankara, FS, bis 120 kg, nach Siegen über David Otiasvili, Georgien, Barys Hrynkewitsch, Belarus und Sergej Pryadun und einer Niederlage gegen Aydın Polatçı, Türkei

- 2005, 1. Platz, EM in Warna, FS, bis 120 kg, nach Siegen über Radoslaw Jankowski, Polen, Francesco Miano-Petta, Italien, Efstathios Topalidis, Griechenland und Wadym Tassoew

- 2005, 5. Platz, WM in Budapest, FS, bis 120 kg, nach Siegen über Maksim Michailewitsch, Belarus, Hisham Abdelmoamen, Ägypten und Fardin Masoumi Valadi, Iran und Niederlagen gegen Aydın Polatçı, Türkei und Tolly Thompson, USA

- 2006, 1. Platz, EM in Moskau, FS, bis 120 kg, nach Siegen über Eldari Luka Kurtanidse, Otto Aubeli, Ungarn, Ali Kaya, Türkei und Iwan Ischtschenko, Ukraine

- 2006, 2. Platz, WM in Guangzhou, FS, bis 120 kg, nach Siegen über Francis Villanueva, Philippinen, Dawaanjamyn Lchagwadordsch, Mongolei und Fardin Masoumi Valadi, Iran, und eine Niederlage gegen Artur Taymazov

- 2007, 1. Platz, EM in Sofia, FS, bis 120 kg, nach Siegen über Boschidar Bojadschiew, Mirko Silian, Schweiz, Ali Issajew, Aserbaidschan, Fatih Çakıroğlu und Sergej Pryadun

- 2007, 1. Platz, Weltmilitärmeisterschaften in Hyderabad, vor Recep Kara, Türkei und Fardin Masoumi